# NGC 2229
NGC 2229 è una galassia a spirale barrata di tipo Hubble SB0/a situata nella costellazione del Dorado nell'emisfero australe. Si stima che si trovi a 327 milioni di anni luce dalla Via Lattea e abbia un diametro di circa 165.000 anni luce.
Insieme a NGC 2230 e NGC 2233, forma un trio di galassie gravitazionalmente interagenti.
Nella stessa area celeste si trovano, tra le altre, le galassie NGC 2228 e NGC 2235.

## Scoperta
La galassia è stata scoperta il 30 novembre 1834 dall'astronomo britannico John Herschel.